# Feldhockey-Weltmeisterschaft der Damen 1990
Die Feldhockey-Weltmeisterschaft der Damen 1990 war die siebente Auflage der WM. Sie begann am 2. Mai 1990 und fand in Sydney, Australien, statt. Die Niederländerinnen sicherten sich ihren fünften und für die nächsten 16 Jahre letzten WM-Titel.

## Vorrunde

### Gruppe A
| Rang | Land           | Spiele | S | U | N | Tore | Punkte |
| ---- | -------------- | ------ | - | - | - | ---- | ------ |
| 1    | Australien     | 5      | 3 | 2 | 0 | 8:2  | 8      |
| 2    | England        | 5      | 3 | 2 | 0 | 4:0  | 8      |
| 3    | BR Deutschland | 5      | 3 | 1 | 1 | 9:4  | 7      |
| 4    | China          | 5      | 0 | 3 | 2 | 4:9  | 3      |
| 5    | Japan          | 5      | 0 | 2 | 3 | 1:6  | 2      |
| 6    | Argentinien    | 5      | 0 | 2 | 3 | 2:7  | 2      |

| Datum – Uhrzeit | Mannschaft 1 | Mannschaft 2 | Ergebnis |
| --------------- | ------------ | ------------ | -------- |
| Mai 1990        | Argentinien  | China        | 0:2      |
| Mai 1990        | Australien   | Argentinien  | 1:1      |
| Mai 1990        | Deutschland  | Argentinien  | 3:1      |
| Mai 1990        | England      | Japan        | 1:0      |
| Mai 1990        | England      | Deutschland  | 0:0      |
| Mai 1990        | Australien   | Japan        | 2:0      |
| Mai 1990        | China        | Japan        | 1:1      |
| Mai 1990        | Australien   | China        | 3:0      |
| Mai 1990        | Deutschland  | China        | 3:1      |
| Mai 1990        | England      | Argentinien  | 1:0      |
| Mai 1990        | Argentinien  | Japan        | 0:0      |
| Mai 1990        | Australien   | England      | 0:0      |
| Mai 1990        | Deutschland  | Japan        | 2:0      |
| Mai 1990        | Australien   | Deutschland  | 2:1      |
| Mai 1990        | England      | China        | 2:0      |

### Gruppe B
| Rang | Land        | Spiele | S | U | N | Tore | Punkte |
| ---- | ----------- | ------ | - | - | - | ---- | ------ |
| 1    | Niederlande | 5      | 4 | 1 | 0 | 11:0 | 9      |
| 2    | Südkorea    | 5      | 3 | 1 | 1 | 17:1 | 7      |
| 3    | Neuseeland  | 5      | 2 | 1 | 2 | 8:6  | 5      |
| 4    | Spanien     | 5      | 2 | 1 | 2 | 7:12 | 5      |
| 5    | Kanada      | 5      | 1 | 1 | 3 | 2:7  | 3      |
| 6    | USA         | 5      | 0 | 1 | 4 | 3:22 | 1      |

| Datum – Uhrzeit | Mannschaft 1 | Mannschaft 2 | Ergebnis |
| --------------- | ------------ | ------------ | -------- |
| Mai 1990        | Spanien      | USA          | 3:1      |
| Mai 1990        | Neuseeland   | USA          | 6:1      |
| Mai 1990        | Südkorea     | USA          | 9:0      |
| Mai 1990        | Niederlande  | USA          | 3:0      |
| Mai 1990        | Kanada       | USA          | 1:1      |
| Mai 1990        | Südkorea     | Kanada       | 1:0      |
| Mai 1990        | Niederlande  | Südkorea     | 0:0      |
| Mai 1990        | Kanada       | Spanien      | 3:0      |
| Mai 1990        | Niederlande  | Neuseeland   | 3:0      |
| Mai 1990        | Niederlande  | Spanien      | 3:0      |
| Mai 1990        | Neuseeland   | Spanien      | 1:1      |
| Mai 1990        | Südkorea     | Neuseeland   | 0:1      |
| Mai 1990        | Niederlande  | Kanada       | 2:0      |
| Mai 1990        | Kanada       | Neuseeland   | 1:0      |
| Mai 1990        | Spanien      | Südkorea     | 0:7      |

## Platzierungsspiele
Spiele um Platz 9–12
| Argentinien | – USA | 4:0 |

| Kanada | – Japan | 1:0 |

Spiel um Platz 11
| Japan | – USA | 3:1 |

Spiel um Platz 9
| Argentinien | – Kanada | 1:1, 4:2 n. Siebenmetern |

Spiele um Platz 5–8
| BR Deutschland | – Spanien | 1:2                      |
| Neuseeland     | – China   | 0:0, 4:5 n. Siebenmetern |

Spiel um Platz 7
| BR Deutschland | – Neuseeland | 1:4 |

Spiel um Platz 5
| Spanien | – China | 1:0 |

## Halbfinale
| Niederlande | – England  | 5:0            |
| Australien  | – Südkorea | 1:1, 2:1 n. V. |

## Spiel um Platz 3
| England | – Südkorea | 2:3 |

## Finale
| Australien | – Niederlande | 1:3 |

## Endklassement
| Platz | Land           |
| ----- | -------------- |
| 1     | Niederlande    |
| 2     | Australien     |
| 3     | Südkorea       |
| 4     | England        |
| 5     | Spanien        |
| 6     | China          |
| 7     | Neuseeland     |
| 8     | BR Deutschland |
| 9     | Argentinien    |
| 10    | Kanada         |
| 11    | Japan          |
| 12    | USA            |

## Weltmeisterinnen
Jacqueline Toxopeus, Lisanne Lejeune, Carolien van Nieuwenhuisen-Leenders, Florentine Steenberghe, Noor Holsboer, Ingrid Wolff, Isabelle van Zenderen, Danielle Koenen, Helen van der Ben, Annemieke Fokke, Ingrid Appels, Carina Benninga, Mieketine Wouters, Carole Thate, Wietske de Ruiter, Carina Bleeker

## Weblink
- WM 1990 auf FIH.ch